# Mevlud
Mevlud (tur. mevlit ← mevlẉt ← arap. mäwlid) je blagdan rođenja Poslanika Muhameda, za koga muslimani vjeruju da je Milost svim svjetovima. Suniti ga obilježavaju 12., a šijiti 17. rebiul-evvela, trećeg mjeseca islamskog kalendara. Ovaj blagdan se počeo obilježavati tek u kasnom 12. stoljeću, ali ga većina sunitskih i šijitskih učenjaka odobrava i većina muslimanskih denominacija. Obilježavanju se suprotstavljaju vehabizam, selefijski učenjaci, deobandizam, ahmadije smatrajući ga nepotrebnom vjerskom inovacijom (bidat, bid'ah). Svaka muslimanska nacija ima zasebne običaje obilježavanja mevluda, poput okupljanja u džamijama, pjevanja vjerskih pjesama i sl. Mevlud je i hvalospjev Muhamedu u čast njegova rođendana, recitira se u džamiji i po vjerskim školama.

## Datumi
- 9. kolovoza 1995. (1416)
- 28. srpnja 1996. (1417)
- 17. srpnja 1997. (1418)
- 6. srpnja 1998. (1419)
- 26. lipnja 1999. (1420)
- 15. lipnja 2000. (1421)
- 4. lipnja 2001. (1422)
- 25. svibnja 2002. (1423)
- 14. svibnja 2003. (1424)
- 2. svibnja 2004. (1425)
- 21. travnja 2005. (1426)
- 10. travnja 2006. (1427)
- 31. ožujka 2007. (1428)
- 20. ožujka 2008. (1429)
- 9. ožujka 2009. (1430)
- 26. veljače 2010. (1431)
- 15. veljače 2011. (1432)
- 5. veljače 2012. (1433)
- 24. siječnja 2013. (1434)
- 14. siječnja 2014. (1435)
- 3. siječnja 2015. (1436)
- 24. prosinca 2015. (1437)
- 12. prosinca 2016. (1438)
- 1. prosinca 2017. (1439)
- 20. studenog 2018. (1440)
- 9. studenog 2019. (1441)
- 29. listopada 2020. (1442)